# Gran Turismo Concept
Gran Turismo Concept — компьютерная игра в жанре гоночного симулятора, разработанная Polyphony Digital и вышедшая на игровой приставке PlayStation 2. Игра выпущена в Японии, Северо-восточной Азии, Корее и Европе в 2002 году. По неизвестным причинам, она не вышла на территории Северной Америки.
Это короткая версия, которая вышла после полной версии Gran Turismo 3. На 30 апреля все версии Gran Turismo Concept были отгружены в количестве 430.000 копий в Японии, 1 миллиона в Европе и 130.000 в Азии, что в сумме составляет 1,56 миллионов копий.

## Версии

### 2001 Tokyo
В версии 2001 Tokyo представлены концепты, демонстрировавшиеся на Токийском автосалоне, включая Nissan GT-R Concept '01. Игра вышла в Японии и Северо-восточной Азии 1 января 2002 года. На апрель 2008 года, было отгружено 430.000 копий Gran Turismo Concept 2001 Tokyo в Японии, и 10 тысяч в Азии.

### 2002 Tokyo-Seoul
Вторая версия, 2002 Tokyo-Seoul вышла в Корее 16 мая 2002 года, чтобы отпраздновать официальный запуск Playstation 2 в этой стране. В ней представлены все машины с версии 2001 Tokyo, плюс дополнительные модели, которые были представлены на Сеульском автосалоне. В этой игре впервые, за всю серию игр Gran Turismo, появляется Южнокорейский автопроизводитель — Hyundai. По состоянию на апрель 2008 года, Gran Turismo Concept 2002 Tokyo-Seoul была отгружена в количестве 90.000 копий в Корее.

### 2002 Tokyo-Geneva
Последняя версия, 2002 Tokyo-Geneva, вышла в Европе 17 июля 2002 года. Все автомобили из предыдущей версии (2002 Tokyo-Seoul) перешли в неё, а также были добавлены новые модели с Женевского автосалона. Китайская/Английская версия NTSC вышла в Северо-восточной Азии 25 июля 2002 года. В ней добавили 30 машин к версии 2001 Tokyo, которая вышла на этих территориях раньше. На апрель 2008 года, было отгружено 1 миллион копий Gran Turismo Concept 2002 Tokyo-Geneva в Европе, и 30 тысяч в Азии.
| Сводный рейтинг | Сводный рейтинг |
| Агрегатор       | Оценка          |
| --------------- | --------------- |
| GameRankings    | 77,00 %         |